# Szappanszagú pereszke
A szappanszagú pereszke (Tricholoma saponaceum) a pereszkefélék családjába tartozó, változatos külsejű, mosószappanra emlékeztető szagú, mérgező gombafaj.

## Megjelenése
A szappanszagú pereszke kalapjának átmérője 4–10 cm, alakja kezdetben domború majd ellaposodik, néha középen púpos marad. Széle sokáig begöngyölt marad, majd lebenyessé válik. Színe nagyon változatos, feketés, szürkés, olívsárgás, zöldes, sőt még fehéres is lehet; idővel vörösödhet. A sötétebb változatok széle mindig világosabb. Húsa kemény, rostos; színe fehér, elvágva kissé vörösödik. Szaga dohos, mosószappanra emlékeztet. Ízét enyhén lisztszerűnek, édeskésnek vagy kesernyésnek is jellemezték. 
Széles, ritkán álló, tönkre növő lemezei fehéresek vagy halvány sárgásszürkék. Spórapora fehér,. Spórái 5,5-7 x 3,5-4,5 mikrométeresek, majdnem gömb alakúak, sima felszínűek.
Tönkje 5–10 cm magas és 1–2 cm vastag. Alakja hengeres vagy lefelé vastagodó. Színe valamivel világosabb a kalapénál, felülete hosszantian szálazott vagy finoman pikkelyes.
Ismert változata a Tricholoma saponaceum var. lavedanum, melynek tönkje pikkelyes, húsa erősen vörösödik és kalapja vörösbarnás színű, pikkelyes. 

### Hasonló fajok
Külseje nagyon változatos, több pereszkefajjal is összetéveszthető; kissé vörösödő húsáról és szappanszagáról lehet felismerni.

## Elterjedése és termőhelye
Európában és Észak-Amerikában honos. Magyarországon helyenként gyakori lehet. Savanyú talajú lomb- és fenyőerdőkben lehet találkozni vele, többnyire csoportosan. Augusztustól novemberig terem.
Mérgező gomba. Fogyasztása rosszullétet, hányást okoz. A nyers gombában vörösvértesteket feloldó méreganyag (hemolizin) van. Ugyanakkor kutatások során olyan sejtnövekedést gátló hatású vegyületeket izoláltak a termőtestekből, amik hatékonyak lehetnek bizonyos daganatos sejtvonalakkal szemben.

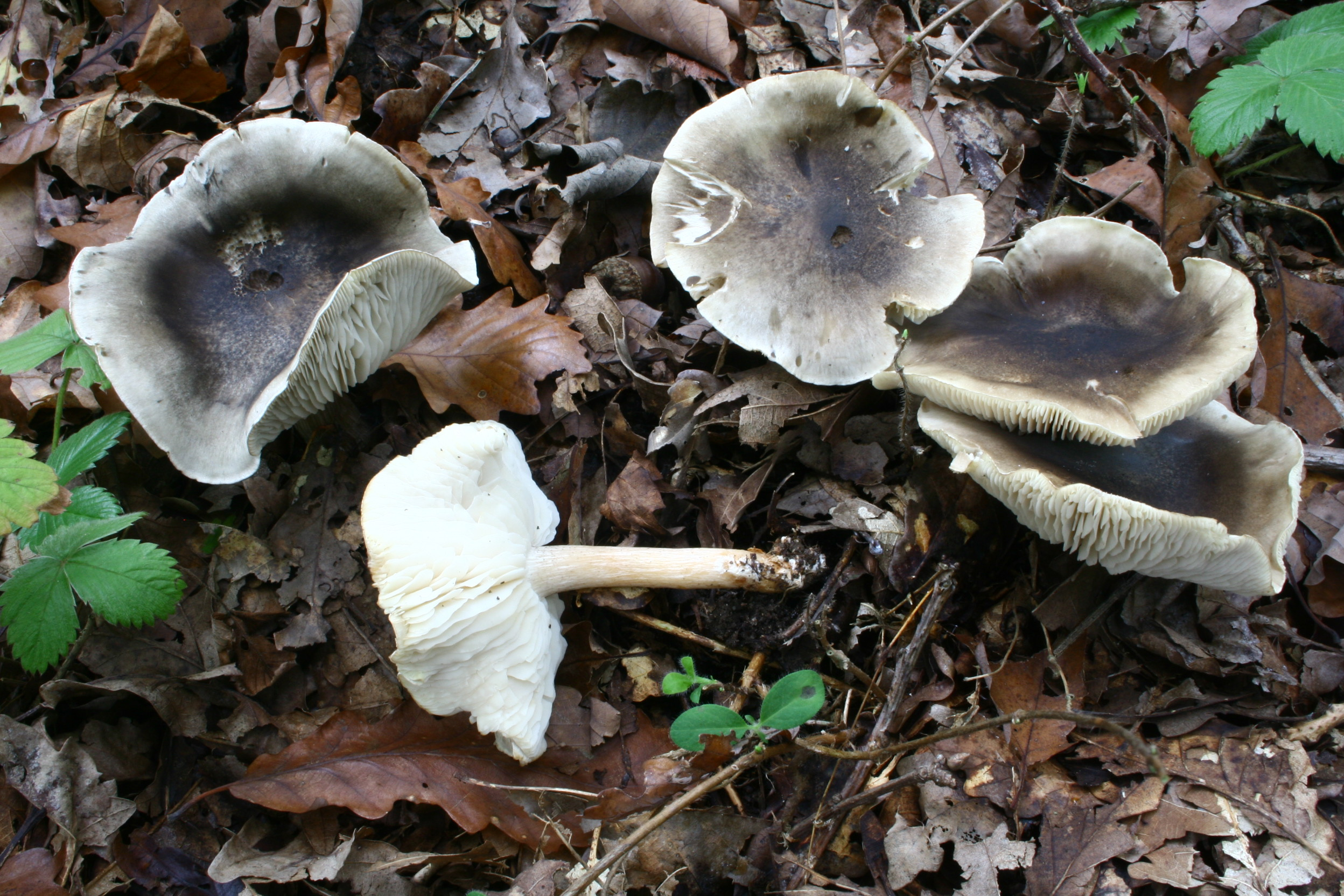
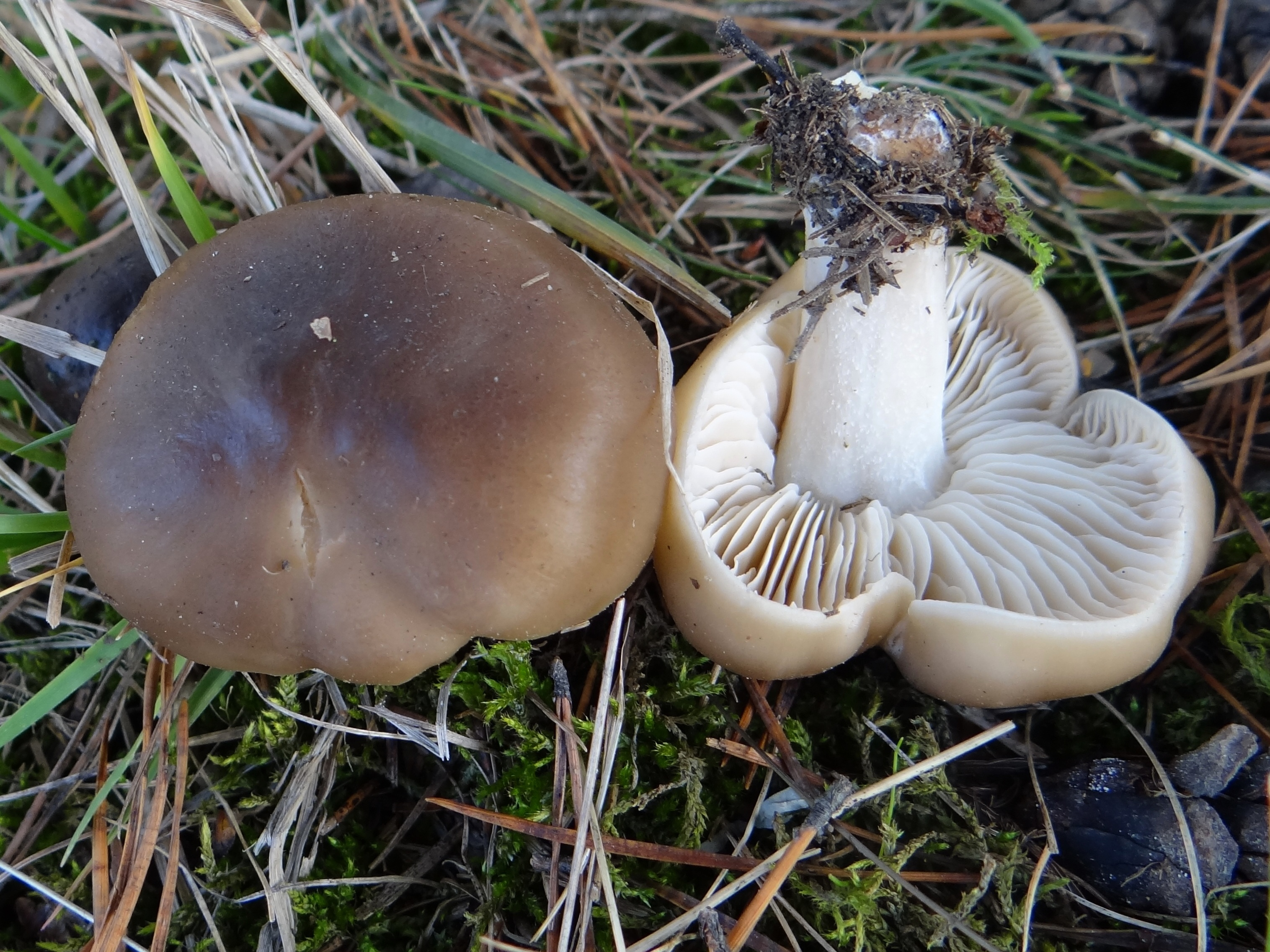
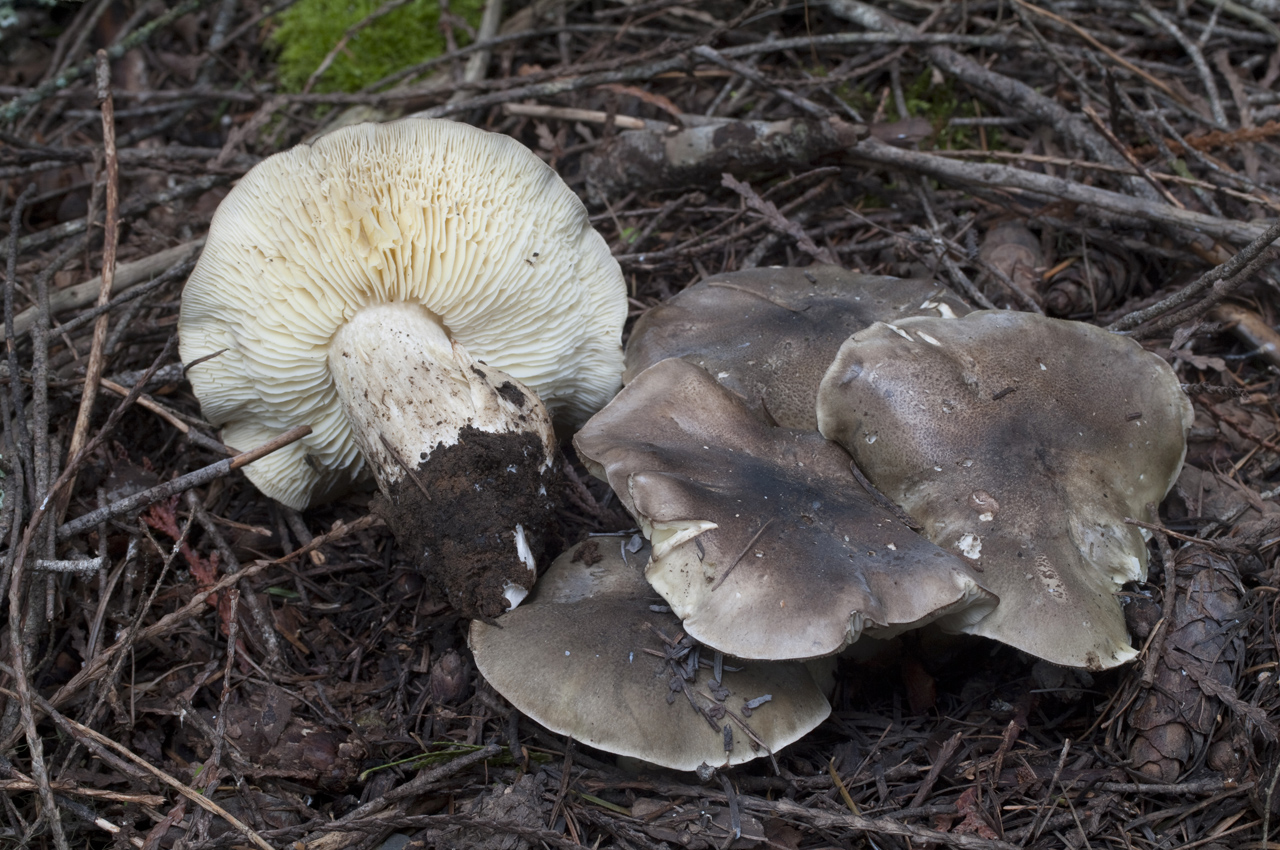
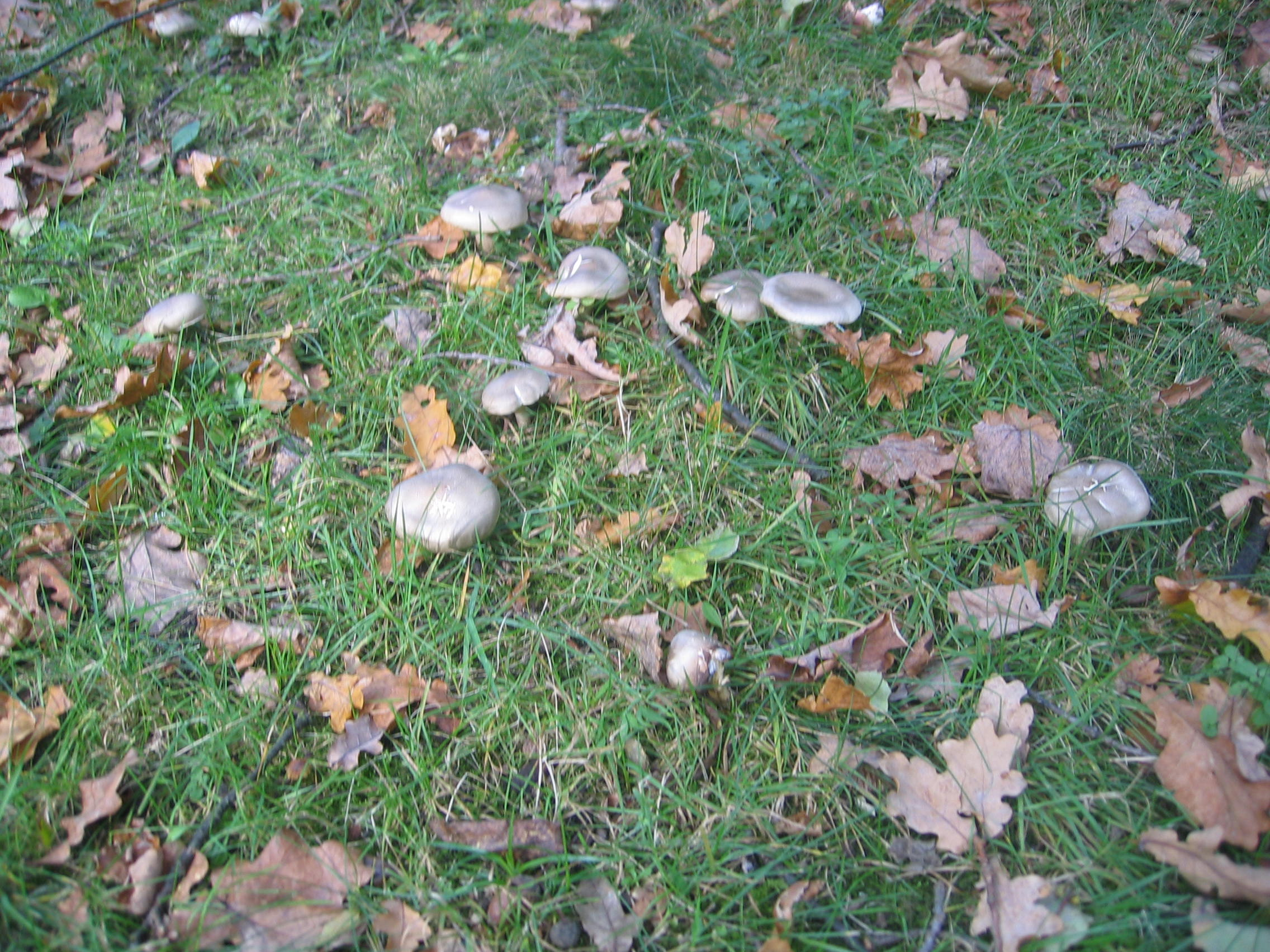